# Yes or Yes
Yes or Yes è il sesto EP del gruppo musicale sudcoreano Twice, pubblicato il 5 novembre 2018 dalla JYP Entertainment.

## Composizione
Yes o Yes è stata composta da David Amber e Andy Love mentre il testo è stato scritto da Sim Eun-jee. Sempre per le Twice, David Amber in precedenza ha co-composto Heart Shaker e Sim Eun-jee ha co-scritto i testi per Knock Knock. Yes o Yes è stata descritta come una canzone "color pop" brillante e vivace nel genere synth-pop con influenze di Motown, reggae e arena pop. A livello di testo, si tratta di dover rispondere "sì" ad una confessione d'amore.

## Successo commerciale
In Corea del Sud, l'album era in cima alla Gaon Album Chart, mentre la canzone principale Yes or Yes, era in cima alla Gaon Digital Chart. Yes or Yes è stato anche il primo album coreano delle Twice a classificarsi al primo posto nella classifica giapponese Oricon Albums e Digital Albums Chart.

## Tracce
1. Yes or Yes – 3:58 (testo: Sim Eun-jee – musica: David Amber, Andy Love)
2. Say You Love Me – 3:33 (Sophia Pae, Secret Weapon)
3. Lalala – 3:06 (testo: Jeongyeon – musica: Albi Albertsson, Akina Ingol)
4. Young & Wild – 3:01 (testo: Chae-young, Kim Hyun-yoo (Flying Lab) – musica: Kim Petras, CJ Abraham, MkX)
5. Sunset – 3:43 (testo: Jihyo – musica: Maria Marcus, Lisa Desmond, Fast Lane, Secret Weapon)
6. After Moon – 3:24 (Iggy (Oreo), C-no (Oreo), Woong Kim (Oreo))
7. BDZ (Korean ver.) – 3:16 (J.Y. Park "The Asiansoul")

## Classifiche

### Classifiche settimanali
| Classifica (2018) | Posizione massima |
| ----------------- | ----------------- |
| Corea del Sud     | 1                 |
| Giappone          | 1                 |

### Classifiche di fine anno
| Classifica (2018) | Posizione |
| ----------------- | --------- |
| Corea del Sud     | 15        |
| Giappone          | 60        |
| Classifica (2019) | Posizione |
| Giappone          | 46        |

## The Year of "Yes"
The Year of "Yes" è il repackage di Yes or Yes, pubblicato il 12 dicembre 2018.

### Tracce
1. The Best Thing I Ever Did (올해 제일 잘한 일?, Olhae Jeil Jalhan IlLR) – 3:32
2. Be as One (Korean ver.) – 3:58
3. Yes or Yes – 3:58
4. Say You Love Me – 3:33
5. Lalala – 3:06
6. Young & Wild – 3:01
7. Sunset – 3:43
8. After Moon – 3:24
9. BDZ (Korean ver.) – 3:16

### Classifiche

#### Classifiche settimanali
| Classifica (2018) | Posizione massima |
| ----------------- | ----------------- |
| Corea del Sud     | 2                 |

#### Classifiche di fine anno
| Classifica (2018) | Posizione |
| ----------------- | --------- |
| Corea del Sud     | 23        |

## Riconoscimenti
- Circle Chart Music Award
  - 2019 – Album dell'anno - quarto trimestre[15]